# Ae 4/6
Les Ae 4/6 sont des locomotives électriques pour les trains express des chemins de fer fédéraux suisses (CFF) construites pendant la Seconde Guerre mondiale par les usines SLM Winterthur, Brown, Boveri & Cie (BBC Baden), Maschinenfabrik Oerlikon (MFO Zürich) et Société anonyme des ateliers de Sécheron (SAAS Genève). Elles furent livrées aux CFF entre le 21 avril 1941 (10801) et le 31 mai 1945 (10810).

## Histoire
L'Ae 4/6 n'a pas été particulièrement apprécié par le personnel, en raison du bruit du moteur et de ses nombreux problèmes techniques. Le bruit et la mauvaise qualité des matériaux utilisés pour sa construction ont conduit à une relativement courte période de service. Elles ont été utilisées jusqu'au début des années 1980, principalement sur la ligne du Gothard. Cette machine découle directement de la puissante Ae 8/14, ce qui pourrait faire plein usage de toute leur puissance seulement avec les trains de marchandises lourds. Les CFF ont ainsi ordonné la construction de locomotives avec seulement la moitié de la puissance de l'Ae 8/14, mais avec la possibilité de commande multiple. 
Les quatre premières locomotives furent livrées en 1941 et deux autres en 1942. La deuxième série fut livrée avec deux locomotives en 1944 et les quatre restantes en 1945.

## Construction

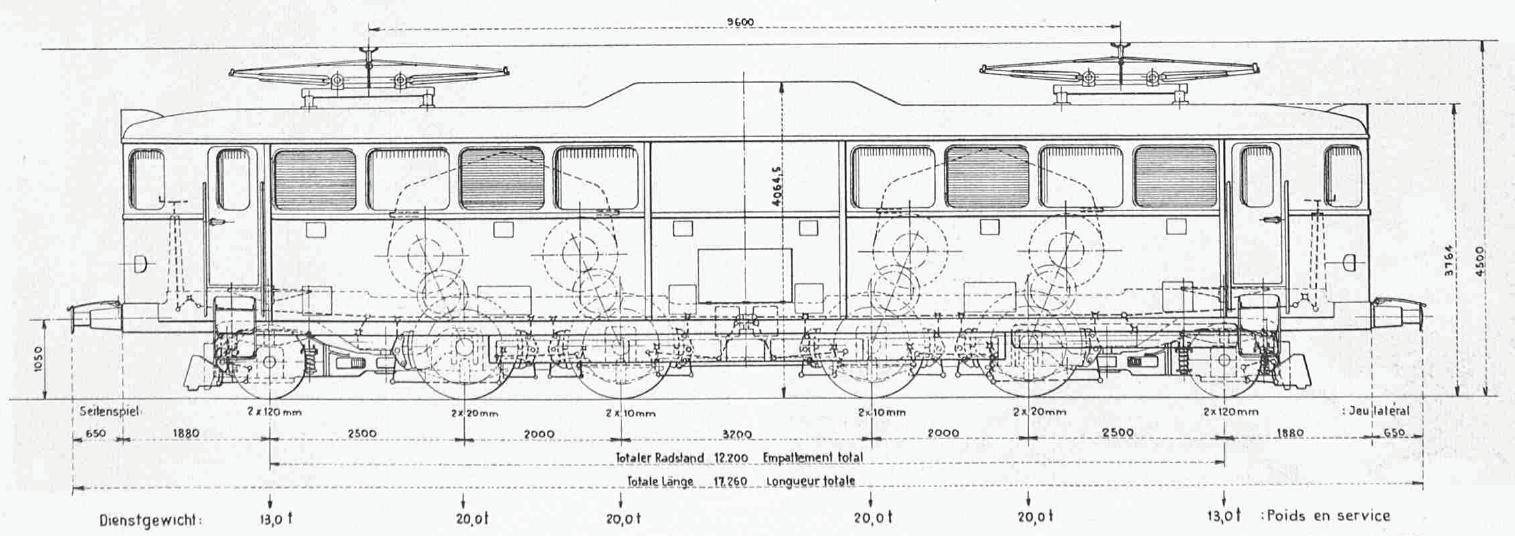

L'Ae 4/6 est essentiellement constitué par la moitié de l'Ae 8/14 11852 "Landilok", avec l'ajout d'une cabine à la fin. À noter que pour la première fois, le poste de conduite se situait à gauche. C'est en réduisant le poids de moteurs et de freins électriques qu'il fut possible d'éliminer l'axe supplémentaire entre les essieux. La commande multiple fut intégrée dès le départ, de sorte qu'elle pouvait tracter des trains lourds en double traction. En pratique, cela fut rarement utilisé, en raison de son manque de fiabilité.

## Accidents

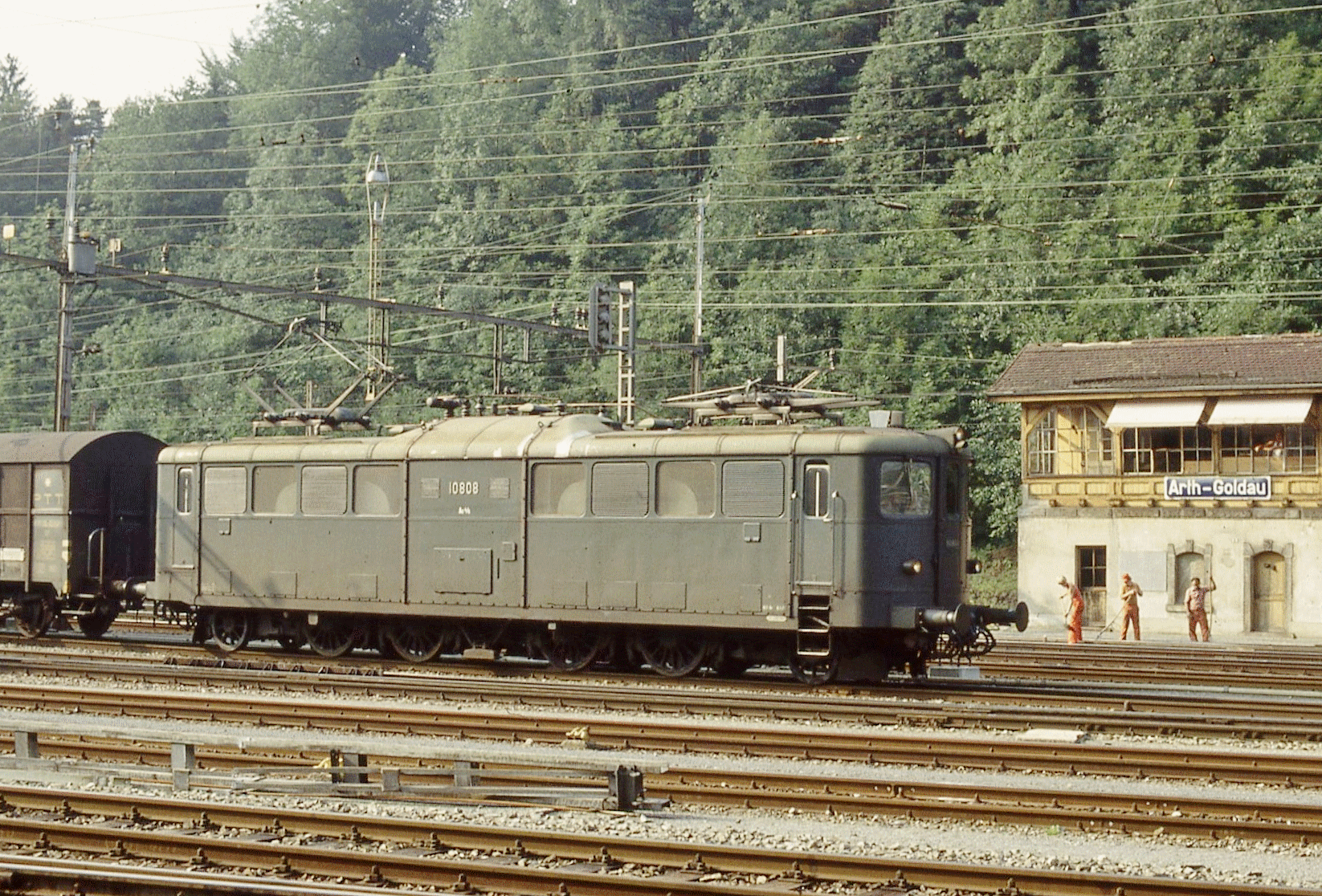
Ae 4/6 10808.

L'Ae 4/6 avait un nombre relativement élevé d'accidents si elles sont mises en relation entre le nombre de locomotives existantes et ses années de service. Voici une courte liste des accidents les plus importants (sans garantie d'exhaustivité).
- La 10802, le 24 décembre 1947 à Oerlikon.
- La 10807 et une Ce 6/8III, le 27 mai 1950 à Maroggia. Il y eut un mort[3].
- La 10802 et une Be 4/6 no 12339, le 30 mai 1954 à Castione. Il y eut un mort[4].
- La 10808, le 8 août 1958 à Muri (Argovie).
- La 10801, le 9 juillet 1965 à Maroggia.

## Retrait du service
La première Ae 4/6, la 10801, fut démolie en 1965, à la suite d'un incendie qui eut lieu le 9 juillet de la même année à la gare de Maroggia. Les Ae 4/6 n° 10802 et 10807 furent démolies en 1977. Toutes les autres furent ensuite démolies à Biasca au cours des années 1980, et la dernière en 1983.
| Numéro | Mise en service   | Radiation        |
| ------ | ----------------- | ---------------- |
| 10801  | 26 avril 1941     | 15 juillet 1965  |
| 10802  | 14 juin 1941      | 28 février 1977  |
| 10803  | 26 mai 1941       | 31 octobre 1980  |
| 10804  | 25 juillet 1941   | 31 octobre 1980  |
| 10805  | 12 septembre 1942 | 31 mai 1983      |
| 10806  | 31 décembre 1942  | 31 octobre 1982  |
| 10807  | 31 août 1944      | 28 février 1977  |
| 10808  | 1er novembre 1944 | 31 mars 1981     |
| 10809  | 5 avril 1945      | 31 mars 1981     |
| 10810  | 31 mai 1945       | 30 avril 1982    |
| 10811  | 27 mars 1945      | 31 mai 1983      |
| 10812  | 5 février 1945    | 31 décembre 1982 |

## Préservation

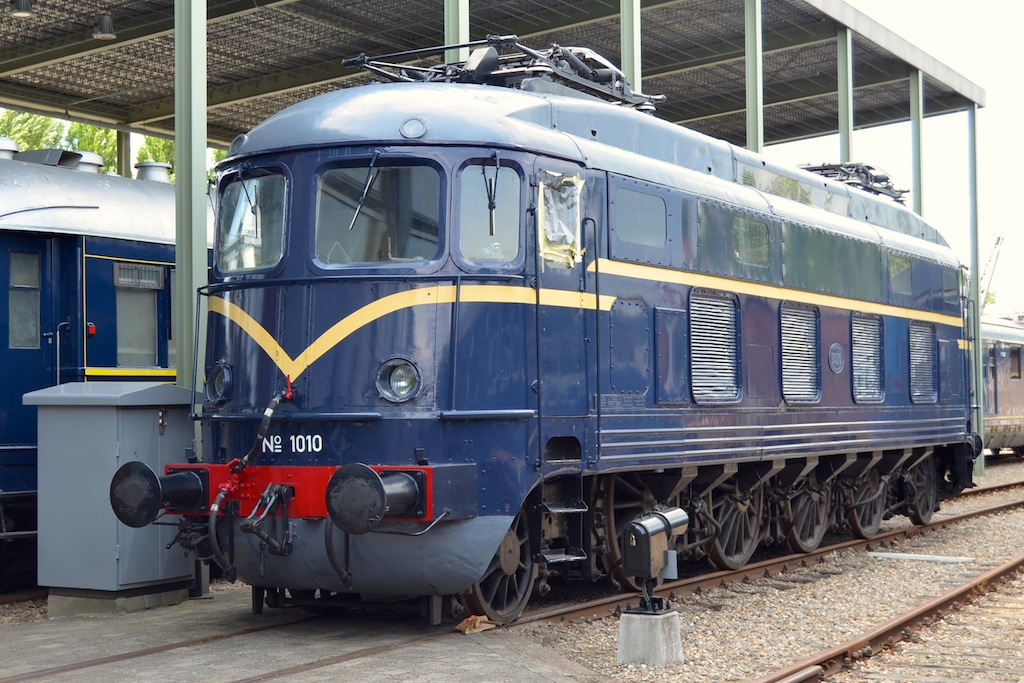
NS 1010.

Aucune locomotive fut conservée en raison des nombreux défauts qu'elle avait et ses risques d'accidents sont trop élevés. L'ultime souvenir existant de cette locomotive se compose d'une partie d'une de ses cabines exposée au Musée des Transports de Lucerne. Aux Pays-Bas subsiste un exemplaire de la NS-1000 des Nederlandse Spoorwegen, modèle similaire à l'Ae 4/6, dans le musée ferroviaire de la ville d'Utrecht.